# Bridgestone
Bridgestone Corporation (株式会社ブリヂストン, Kabushiki-gaisha Burijisuton) (TYO 5108) és la major empresa de pneumàtics del món. Subministrà pneumàtics als bòlids de la Formula 1 fins al 2010.